# AtScript
AtScriptは、マイクロソフトのTypeScriptを拡張してJavaScriptへのトランスコンパイルを行い提案されたJavaScriptベースのスクリプト言語である。
これは2014年10月にGoogleのAngularJS Web開発フレームワークの開発者によって ng-Europe 会議で導入され、今後のAngular 2.0の構築に使用される言語として導入された。
AtScriptはもともとTypeScript上で実行することを目的としていたが、Dartの機能もいくつか含まれていた。 2014年10月、GoogleはAngular 2.0がAtScriptで書かれると発表した。2015年3月、マイクロソフトはAtScriptの機能の多くがTypeScript 1.5リリースで実装されること、そしてAngular 2.0が純粋なTypeScript上に構築されることを発表した。
「AtScript」という名前は、多くの言語で注釈に使用される@「at」記号に由来。